# ESO 383-76
ESO 383-G 076(ESO 383-76)은 현재까지 알려진 가장 큰 은하이다. 에이벨 3571 은하단에 속해 있으며, 지구에서 약 200.66 메가파섹 만큼 떨어져 있다. 겉보기 등급은 +11.252이다.

## 가장 큰 은하
2025년 현재는 가장 큰 은하이다. 지름은 약 176만 4,100만 광년 정도인데, IC 1101의 약 4배의 크기이다.
참고로, IC 1101의 크기는 55만 광년 정도이다.

## 같이 보기
- ESO 306-17
- IC 1101
- 거대타원은하